# Austin Dempster
Austin Dempster (* 5. März 1921 in Godstone, Surrey, Vereinigtes Königreich; † 2. November 1975 in Surrey, ebenda) war ein britischer Kameramann.

## Leben und Wirken
Dempster erhielt seine kameratechnische Ausbildung zu Beginn des Zweiten Weltkriegs und war seit den frühen 1940er Jahren als einfacher Kameramann aktiv. In dieser Funktion fotografierte Dempster von Mitte der 1940er bis Mitte der 1950er Jahre eine Reihe von gepflegten, jedoch recht altbackenen Herbert-Wilcox-Inszenierungen. Anschließend war Dempster für gut zehn Jahre dem Chefkameramann Christopher Challis unterstellt. Unter Challis’ Führung stand Dempster bei 15 Filmen hinter der Kamera, darunter Der spanische Gärtner, Panzerschiff Graf Spee, Die letzte Fahrt der Bismarck, Vor Hausfreunden wird gewarnt, Raubzug der Wikinger, Die Sieger, Arabeske und Zwei auf gleichem Weg.
Anfang 1967 übertrug man Austin Dempster seinen ersten Auftrag als Chefkameramann, doch konnte der Brite in dieser Funktion bis zu seinem frühen Tod im November 1975 kaum einen wirklich hochklassigen Film optisch gestalten. Immerhin stand er 1972 bei der mit einem Oscar ausgezeichneten Filmkomödie Mann, bist du Klasse! mit Glenda Jackson und George Segal als Cheffotograf hinter der Kamera. 1975 übernahm er die Second-Unit-Fotografie zu der groß angelegten Hollywood-Produktion Abenteurer auf der Lucky Lady. Im selben Jahr starb Austin Dempster völlig überraschend während der Dreharbeiten zu dem unvollendet gebliebenen Film The New Spartans.

## Filmografie
nur als Chefkameramann (komplett)
- 1967: Mephisto ’68 (Bedazzled)
- 1967: Todestanz eines Killers (A Dandy in Aspic)
- 1968: Ein Pechvogel namens Otley (Otley)
- 1969: Krieg im Spiegel (The Looking Glass War)
- 1970: Der größte Gauner weit und breit (Loot)
- 1970: Traue keinem Hausfreund (A Severed Head)
- 1971: Trixis Wunderland (Tales of Beatrix Potter)
- 1971: Wenn die Deiche brechen (The Little Ark)
- 1972: Mann, bist du Klasse! (A Touch of Class)
- 1972: Niemand konnte sie retten (And No One Could Save Her) (Fernsehfilm)
- 1972: Alive Alive O!
- 1973: The Story of Jacob and Joseph
- 1974: Frei geboren (Born Free) (Fernsehserie)
- 1975: The New Spartans (unvollendet)